# Kataiya
Kataiya é um cidade no distrito de Gopalganj, no estado indiano de Bihar.

## Demografia
Segundo o censo de 2001, Kataiya tinha uma população de 17.896 habitantes. Os indivíduos do sexo masculino constituem 52% da população e os do sexo feminino 48%. Kataiya tem uma taxa de literacia de 42%, inferior à média nacional de 59,5%: a literacia no sexo masculino é de 53% e no sexo feminino é de 30%. Em Kataiya, 19% da população está abaixo dos 6 anos de idade.